# Prix Acier

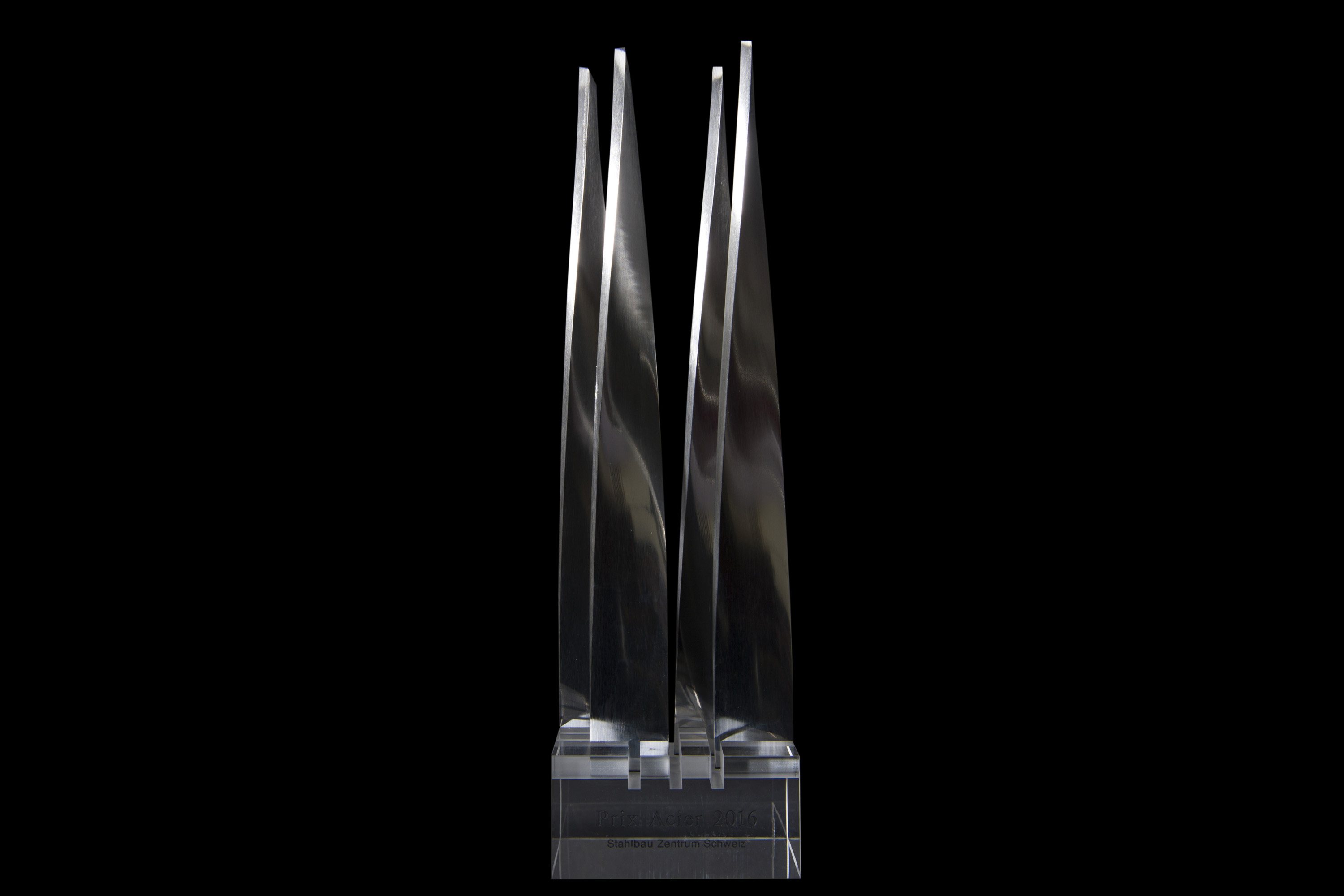
Prix Acier Skulptur

Der Schweizer Stahl- und Metallbaupreis Prix Acier wird vom SZS mit Unterstützung des Dachverbandes der Stahl-, Metall- und Fassadenbaubranche metal.suisse im Zweijahresrhythmus seit 2005 verliehen.

## Geschichte
Der Prix Acier zeichnet Bauwerke aus, welche exemplarisch für die architektonische Qualität und technische Leistungsfähigkeit des Schweizer Stahl- und Metallbaus stehen. Im Vordergrund stehen der kreative und wirtschaftliche Umgang mit dem Material Stahl, technische Innovation und konstruktive Virtuosität. Berücksichtigt werden nicht nur Stahlbauten, sondern auch Bauwerke aus dem Bereich Metallbau, sofern Stahl als Baumaterial eingesetzt wird. Der Prix Acier würdigt die Zusammenarbeit zwischen Bauherrschaft, Architekten, Ingenieurinnen und Stahlbauunternehmen.
Der erste Preis des Prix Acier Student Award ist mit 6'000 Schweizer Franken dotiert.

## Preisträger

### 2023
Jury: Astrid Staufer, Uwe Bremen, Andreas Galmarini, Anna Jessen, Adrien Meuwly, Jacqueline Pauli, Judit Solt, Stephan Sintzel, Sven Tiemann
|             | Ort                                        | Titel                                                     | Architekt                  | Ingenieur                                                       | Stahlbau                         | Bauherr                                                   | Fotografie |
| ----------- | ------------------------------------------ | --------------------------------------------------------- | -------------------------- | --------------------------------------------------------------- | -------------------------------- | --------------------------------------------------------- | ---------- |
| Preisträger | Zürich                                     | Kreislaufwohnhaus Herbstweg                               | Graser Troxler Architekten | Büeler Fischli Bauingenieure gmbh                               | Senn AG                          | Raphael Gschwend, Cornelia Katumba, Beate und Roland Egli |            |
| Preisträger | Bulle                                      | Structure ultralégère, pavillon public                    | Brauen Wälchli             | Vannart Ingénieurs                                              | Morand constructions métalliques | Ville de Bulle                                            |            |
| Preisträger | Ecublens                                   | Passerelle RC76                                           | INGPHI SA                  | INGPHI SA                                                       | Morand Constructions Métalliques | Municipalité d'Ecublens                                   |            |
| Preisträger | Augst                                      | Sammlungszentrum Augusta Raurica                          | ARGE Karamuk Kuo / RAPP    | Weber + Brönnimann AG (m. Subplaner Kartec Engineering)         | Gysin Asiko AG                   | Kanton Basel-Landschaft Hochbauamt                        |            |
| Anerkennung | Zürich                                     | ewz Werkhof Herdern – Fassadenbegrünung des Zentrallagers | Meili, Peter & Partner     | Basler & Hofmann AG                                             | R&G Metallbau AG                 | ewz – Elektrizitätswerk der Stadt Zürich                  |            |
| Anerkennung | Samedan, Pontresina, Celerina (Graubünden) | Ersatz drei Stahlbrücken im Oberengadin                   | Gredig Walser Architekten  | INGE CWZ ChiWi, Casutt Wyrsch Zwicky AG, Chitvanni + Wille GmbH | Officine Ghidoni SA              | Rhätische Bahn AG                                         |            |

### 2021
Jury: Gianfranco Bronzini, Astrid Staufer, Aldo Nolli, Sébastien Emery, Gabriele Guscetti, Simon Hartmann, Jacqueline Pauli, Judit Solt, Bernhard von Mühlenen
|             | Ort                            | Titel                                                   | Architekt                                  | Ingenieur                                                                     | Stahlbau | Bauherr                                          | Fotografie |
| ----------- | ------------------------------ | ------------------------------------------------------- | ------------------------------------------ | ----------------------------------------------------------------------------- | --- | ------------------------------------------------ | ---------- |
| Preisträger | Zürich                         | Negrellisteg                                            | 10:8 Architekten                           | Conzett Bronzini Partner und DIGGELMANN + Parnter                             | Officine Ghidoni SA, Riazzino                                                                                 | Schweizerische Bundesbahnen SBB und Stadt Zürich |            |
| Preisträger | Frauenfeld                     | Sanierung und Erweiterung Schulanlage Auen              | jessenvollenweider architektur, Basel      | ZPF Ingenieure AG, Basel                                                      | Pfister Metallbau AG, Mauren / Tuchschmid AG, Frauenfeld / Krapf AG, Engelburg / FIBA Metallbau GmbH, Schlatt | Sekundarschulgemeinde Frauenfeld                 |            |
| Preisträger | Mühleberg, Gümmenen, Ferenbalm | Erneuerung Saaneviadukt inkl. Doppelspurausbau          | Flury und Rudolf Architekten AG, Solothurn | Fürst Laffranchi Bauingenieure GmbH, Aarwangen                                | SCHNEIDER STAHLBAU AG, Jona / SENN AG, Oftringen                                                              | BLS Netz AG, Bern                                |            |
| Preisträger | Lausanne                       | Stade de la Tuilière                                    | :mlzd & Sollberger+Bögli architectes, Biel | Dr. Lüchinger+Meyer Bauingenieure AG, Zürich                                  | SOTTAS SA Constructions métalliques, Bulle                                                                    | Ville de Lausanne                                |            |
| Anerkennung | Reichenau-Tamins               | Neubau Zweite Hinterrheinbrücke Reichenau (Sora Giuvna) | Dissing+Weitling A/S, Kopenhagen (DK)      | WaltGalmarini AG, Zürich und COWI UK Limited in Ingenieurgemeinschaft, London | ARGE SCHNEIDER STAHLBAU AG, Jona \| JÖRIMANN STAHL AG Walenstadt \| Toscano Stahlbau AG, Cazis                | Rhätische Bahn AG                                |            |
| Anerkennung | Winterthur                     | Kopfbau Halle 118                                       | baubüro in situ ag, Zürich                 | Oberli Ingenieurbüro AG, Winterthur                                           | Wetter AG, Stetten                                                                                            | Stiftung Abendrot, Basel                         |            |
| Anerkennung | Payerne                        | Passerelle des Rives de la Broye                        | savioz fabrizzi architectes, Sion          | INGENI SA, Carouge                                                            | Stephan SA, Givisiez                                                                                          | Implenia Immobilier SA, Renens                   |            |

### 2018
Jury: Peter Berger, Astrid Staufer, Judit Solt, Alain Nussbaumer, Mateja Vehovar, Stefan Cadosch, Mario Fontana, Sibil Sträuli, Daniel Meyer
|             | Ort                               | Titel                                  | Architekt                                                                 | Ingenieur                                           | Stahlbau              | Bauherr                                              | Fotografie |
| ----------- | --------------------------------- | -------------------------------------- | ------------------------------------------------------------------------- | --------------------------------------------------- | --------------------- | ---------------------------------------------------- | ---------- |
| Preisträger | Bolligen                          | Doppelwohnhaus Bolligen                | Rolf Mühlethaler                                                          | Schnetzer Puskas                                    | MLG Holding AG        | Privatpersonen                                       |            |
| Preisträger | Genf                              | Mobile Passerelle des Genfer Jet d’eau | MID Architecture                                                          | INGENI SA                                           | STEPHAN SA            | HAU (Handicap Architecture Urbanisme)                |            |
| Preisträger | Carrieres-sous-Poissy, Frankreich | Aussichtsturm Poissy Galore            | HHF Architekten ETH SIA BSA \| AWP Agence de Reconfiguration Territoriale | Schnetzer Puskas International AG \| EVP ingénierie | Teopolitub S.A.S.     | Communauté urbaine Grand Paris Seine & Oise          |            |
| Preisträger | Gwatt                             | Sozialräume für eine Werkhalle         | Furrer Jud Architekten GmbH                                               | Tragstatur GmbH                                     | Stauffer Metallbau AG | Furrer + Frey AG                                     |            |
| Anerkennung | Bahnhof St. Gallen                | Ankunftshalle                          | Giuliani Hönger                                                           | Dr. Lüchinger + Meyer Bauingenieure                 | Tuchschmid AG         | Schweizerische Bundesbahnen (SBB) / Stadt St. Gallen |            |
| Anerkennung | Zürich Altstetten                 | Radsatzlager, SBB Reparaturcenter      | Brassel Architekten GmbH                                                  | WaltGalmarini AG                                    | Aepli Stahlbau AG     | SBB AG, Immobilien, Bewirtschaftung Ost              |            |

### 2016
Jury: Peter Berger, Doris Wälchli, Tanja Reimer, Alain Nussbaumer, Joseph Schwartz, Stefan Cadosch, Mario Fontana, Sibil Sträuli, Daniel Meyer
|             | Ort                    | Titel                                 | Architekt                                                         | Ingenieur                                                                  | Stahlbau | Bauherr                                          | Fotografie |
| ----------- | ---------------------- | ------------------------------------- | ----------------------------------------------------------------- | -------------------------------------------------------------------------- | --- | ------------------------------------------------ | ---------- |
| Preisträger | Südafrika Eastern Cape | Hängebrücke bridgingMZAMBA            | Fachhochschule Kärnten, Florian Anzenberger, Thomas Harlander     | Dr. Lüchinger + Meyer Bauingenieure AG, Zürich                             | OMT, Otmar Machine Tools                                                                                        | bridgingMZAMBA, Community Steering Committee     |            |
| Preisträger | Schaan, Liechtenstein  | Hilti Innovationszentrum              | giuliani.hönger architekten dipl. architekten eth-bsa-sia, Zürich | Dr. Schwartz Consulting AG, Zug und Dr. Deuring + Oehninger AG, Winterthur | Baltensberger AG, Höri                                                                                          | Hilti Aktiengesellschaft, Schaan                 |            |
| Preisträger | Frauenfeld             | Headquarters Sky-Frame                | Peter Kunz Architektur mit Atelier Strut AG, Winterthur           | Borgogno Eggenberger + Partner, St. Gallen                                 | Aepli Stahlbau, Gossau                                                                                          | Sky-Frame, Frauenfeld; Gubeo Immobilien, Ellikon |            |
| Anerkennung | Reichenau              | Instandsetzung Rheinbrücke            | Conzett Bronzini Partner AG, Chur                                 | ARGE Jörimann Stahl AG \| Schneider Stahlbau AG                            | Kontrakorrosion Rickenbacher GmbH, Ferdi Rickenbacher, 8634 Hombrechtikon \| SIKA Bau AG, Beat Taxer, 7000 Chur | Tiefbauamt Graubünden                            |            |
| Anerkennung | Aarwangen              | Ersatz Aarebrücke asm                 | llg Santer Architekten, Zürich                                    | Fürst Laffranchi Bauingenieure GmbH, Aarwangen                             | ARGE ASM Brücke Aarwangen, Meier+Jäggi AG, Zofingen \| Senn AG, Oftringen                                       | Aare Seeland mobil AG, Langenthal                |            |
| Anerkennung | La Chaux-de-Fonds      | Place de la Gare de La Chaux-de-Fonds | frundgallina architectes fas sia, Neuchâtel                       | gvh ingénieurs civils epf sia, St-Blaise                                   | Sottas SA constructions métalliques, Bulle                                                                      | Ville de La Chaux-de-Fonds                       |            |
| Anerkennung | Genève                 | Nouveau siège international de JTI    | SKIDMORE, OWINGS & MERRILL Inc. (SOM), London                     | Consortium SOM Inc. – INGENI SA, Carouge                                   | Zwahlen & Mayr SA, Aigle                                                                                        | JT INTERNATIONAL SA, Genève                      |            |

### 2014
Jury: Peter Berger, Stefan Cadosch, Stefan Camenzind, Mario Fontana, Roderick Hönig, Beat Jordi, Daniel Meyer, Heinrich Schnetzer, Joseph Schwartz
|             | Ort        | Titel                         | Architekt                                                                                                   | Ingenieur                                      | Stahlbau                                                         | Bauherr                                               | Fotografie |
| ----------- | ---------- | ----------------------------- | --- | ---------------------------------------------- | ---------------------------------------------------------------- | ----------------------------------------------------- | ---------- |
| Preisträger | Gordola    | ARCA – Ausbildungszentrum SBV | Durisch + Nolli Architetti Sagl, Massagno                                                                   | Jürg Buchli                                    | Mauchle Metallbau AG, Sursee                                     | Schweizerischer Baumeisterverband SBV, Sektion Ticino |            |
| Preisträger | Bern       | Tramdepot Bolligenstrasse     | Penzel Valier                                                                                               | Penzel Valier                                  | JOSEF MEYER Stahl & Metall AG, Emmen H. Wetter AG, Stetten       | Bernmobil, Bern                                       |            |
| Preisträger | Birsfelden | Birsbrücke                    | Christ & Gantenbein                                                                                         | zpf.Ingenieure                                 | Schneider Stahlbau AG, Jona                                      | Bau- und Verkehrsdepartement Kanton Basel-Stadt       |            |
| Preisträger | Chur       | Verbindung Plessur – Halde    | Esch.Sintzel GmbH, Zürich                                                                                   | Dr. Lüchinger + Meyer Bauingenieure AG, Zürich | Tuchschmid AG, Frauenfeld                                        | Hochbauamt Graubünden, Chur                           |            |
| Anerkennung | Grüningen  | Schauhaus Botanischer Garten  | BBP Architekten Bührer Brandenberger & Partner AG, Wetzikon \| idA Buehrer Wuest Architekten SIA AG, Zürich | Tuchschmid AG, Frauenfeld                      | Tuchschmid AG, Frauenfeld                                        | Zürcher Kantonalbank, Zürich                          |            |
| Anerkennung | Ecublens   | Swiss Tech Convention Center  | Richter Dahl Rocha & Associés architectes SA, Lausanne                                                      | Ingeni SA, Lausanne                            | Hevron SA, Courtételle \| Zwahlen & Mayr, Aigle                  | MEG Ecublens CCR                                      |            |
| Anerkennung | Sigriswil  | Panoramabrücke Sigriswil      | Berner Fachhochschule BFH AHB, Burgdorf                                                                     | Theiler Ingenieure AG, Thun                    | Seiler AG, Bönigen                                               | Verein Panorama Rundweg Thunersee, Thun               |            |
| Anerkennung | Zürich     | Haus Müller                   | Christian Kerez Zürich AG                                                                                   | Dr. Schwartz Consulting AG, Zug                | Schneider Stahlbau AG, Jona \| Stahl- und Traumfabrik AG, Zürich | Privatpersonen                                        |            |

### 2011
Jury: Peter Berger, Stefan Camenzind, Inès Lamunière, Heinrich Schnetzer, Evelyn Frisch, Christoph Gemperle, Mario Fontana, Beat Jordi, Daniel Meyer
|             | Ort                     | Titel                                          | Architekt                                        | Ingenieur                                                               | Stahlbau                                                                      | Bauherr                                                                     | Fotografie |
| ----------- | ----------------------- | ---------------------------------------------- | ------------------------------------------------ | ----------------------------------------------------------------------- | ----------------------------------------------------------------------------- | --------------------------------------------------------------------------- | ---------- |
| Preisträger | Allschwil               | Actelion Business Center                       | Herzog & de Meuron                               | WGG Schnetzer Puskas Ingenieure                                         | Winterhalter Stahlbau GmbH, Freiburg im Breisgau (D)                          | Actelion Pharmaceuticals Ltd., Allschwil                                    |            |
| Preisträger | Abbaye de Saint-Maurice | Schutzdach                                     | savioz fabrizzi architectes, Sion                | Alpatec SA, Martigny                                                    | Zwahlen & Mayr SA, Aigle                                                      | Abbaye de St-Maurice, St-Maurice                                            |            |
| Preisträger | Luzern                  | Langensandbrücke                               | Brauen & Wälchli Sàrl, Lausanne                  | INGENI SA (ehem. Guscetti & Tournier SA), Carouge                       | Zwahlen & Mayr SA, Aigle                                                      | Stadt Luzern/Tiefbauamt und SBB AG                                          |            |
| Anerkennung | ETH Lausanne            | Rolex Learning Center                          | SANAA, Kazuyo Sejima + Ryue Nishizawa            | Bollinger & Grohmann; Walther Mory Maier Bauingenieure AG, Münchenstein | Zwahlen & Mayr SA, Aigle                                                      | EPFL VPPL, Lausanne                                                         |            |
| Anerkennung | Basel                   | Museum der Kulturen                            | Herzog & de Meuron                               | ZPF Ingenieure AG, Basel                                                | Preiswerk + Esser AG Basel, Pratteln                                          | Stiftung zur Förderung des Museums der Kulturen, Basel                      |            |
| Anerkennung | Basel                   | Showroom Mercedes-Benz Kestenholz              | Herzog & de Meuron                               | WGG Schnetzer Puskas Ingenieure AG, Basel                               | H. Wetter AG, Stetten                                                         | Kestenholz Basel AG / Balintra AG / Genossenschaft St. Jakob-Park, Basel    |            |
| Anerkennung | Magglingen              | Schulgebäude BASPO                             | spaceshop Architekten, Biel                      | Tschopp Ingenieure, Bern                                                | Casaulta & Klos, Bern; Scheidegger Metallbau AG, Kirchberg                    | Bundesamt für Bauten und Logistik, Bern                                     |            |
| Anerkennung | Bern                    | Auditorium Weichenbauhalle                     | Giuliani Hönger                                  | Joseph Schwartz, Zug                                                    | Paul Gysin Stahl- und Apparatebau AG, Böckten; Preiswerk + Esser AG, Pratteln | Bau-, Verkehrs- und Energiedirektion, Amt für Grundstücke und Gebäude, Bern |            |
| Anerkennung | Zürich                  | Gleisbogenbrücke                               | huggenbergerfries Architekten AG, Zürich         | Aerni + Aerni Ingenieure AG, Zürich                                     | Baltensperger AG, Höri                                                        | Tiefbauamt der Stadt Zürich                                                 |            |
| Anerkennung | Bellinzona              | Passerelle Pratocarasso – Galbisio, Bellinzona | Ambrosetti Mozzetti Siano Architetti, Bellinzona | Spataro Petoud Partner SA, Bellinzona                                   | Officine Ghidoni SA – Ferriere Cattaneo SA, Riazzino                          | Città di Bellinzona, Servizi Urbani Comunali, Bellinzona                    |            |
| Anerkennung | Biel                    | Sporthalle Esplanade                           | GXM Architekten, Zürich                          | Dr. Deuring + Oeninger AG, Winterthur                                   | Jakem AG, Münchwilen                                                          | Stadt Biel, Hochbauamt                                                      |            |

### 2009
Jury: Peter Berger, Stefan Camenzind, Mario Fontana, Christoph Gemperle, Evelyn C. Frisch, Beat Jordi
|             | Ort                     | Titel                                | Architekt | Ingenieur | Stahlbau                                         | Bauherr | Fotografie |
| ----------- | ----------------------- | ------------------------------------ | --- | --- | ------------------------------------------------ | --- | ---------- |
| Preisträger | Bahnhofplatz Bern       | Baldachin                            | Planergemeinschaft Bahnhofplatz Bern marchwell Valentino Marchisella Architekten, Zürich Wellmann Architekten AG, Zürich Wellmann Architekten AG, Bern Atelier 5 Architekten und Planer AG, Bern | Ove Arup Facade Engineering, London; Ernst Basler + Partner AG, Zürich; Walt + Galmarini AG, Zürich; Dr. Lüchinger + Meyer Bauingenieure AG, Zürich | Tuchschmid AG, Frauenfeld                        | Bauherrengemeinschaft Neuer Bahnhofplatz Bern vertreten durch Stadtbauten Bern                              |            |
| Preisträger | Zürich                  | Schulanlage Leutschenbach            | Christian Kerez | Joseph Schwartz, dsp Ingenieure & Planer, Mario Monotti                                                                                             | Zwahlen & Mayr SA, Glattbrugg                    | Stadt Zürich, Immobilienbewirtschaftung und Schul- und Sportdepartement, vertreten durch Amt für Hochbauten |            |
| Preisträger | Genf                    | Zentrale Merck Serono                | Murphy/Jahn | Werner Sobek | Sottas SA, Bulle                                 | Merck Serono SA, Genf                                                                                       |            |
| Preisträger | Lausanne                | IMD – Maersk Mc-Kinney Moller Center | Richter et Dahl Rocha Bureau d’architectes SA, Lausanne | MP Ingénieurs Conseils SA, Crissier | Sottas SA, Bulle                                 | IMD – International Institute for Management Development, Lausanne                                          |            |
| Preisträger | Tenero-Contra / Gordola | Passerelle über die Verzasca         | Blue Office Architecture, Bellinzona | Giorgio Masotti, Bellinzona | Officine Ghidoni SA, Riazzino                    | Gemeinden Tenero-Contra / Gordola                                                                           |            |
| Anerkennung | Cugy                    | Collège de la Combe                  | FRAR Frei Rezakhanlou architectes, Lausanne, Genf | SD Ingénierie Lausanne SA, Lausanne | Sottas SA, Bulle                                 | ASICE Association Scolaire Intercommunale de Cugy et Environs, Cugy                                         |            |
| Anerkennung | Thun                    | Sporthalle Gotthelf                  | müller verdan architekten, Zürich, ehemals müller verdan weineck architekten | Walt + Galmarini AG, Zürich | Jakem AG, Münchwilen                             | Stadt Thun, vertreten durch Amt für Stadtliegenschaften                                                     |            |
| Anerkennung | Zürich-Flughafen        | Perrondächer Glattalbahn             | Penzel Architektur GmbH, Zürich | Valier AG, Chur | Baltensperger AG, Höri                           | VBG Verkehrsbetriebe Glattal AG, Glattbrugg                                                                 |            |
| Anerkennung | Chardonne               | Haus Heiz                            | Made in, Genf (Patrick Heiz und François Charbonnet) | Babel Ingénieurs Civils SA, Genf | Zwahlen & Mayr, Aigle                            | Heidi et Samuel Heiz, Chardonne                                                                             |            |
| Anerkennung | Genf                    | Volière Bois de la Bâtie             | Group 8 Associates Architects, Genf | Guscetti & Tournier SA Ingénierie civile, Carouge                                                                                                   | Zwahlen & Mayr SA, Aigle                         | Ville de Genève – Service des bâtiments                                                                     |            |
| Anerkennung | Liverpool               | Paradise Street Fussgängerbrücke     | Wilkinson Eyre Architects Ltd., London | ARUP Northwest, Liverpool | Tuchschmid AG, Frauenfeld                        | Grosvenor Developments, London                                                                              |            |
| Anerkennung | Zürich                  | Metallwerkstatt Dynamo               | phalt gmbh architekten, Zürich | WGG Schnetzer Puskas Ingenieure AG, Zürich | Kaufmann Spenglerei & Sanitär AG, Egg bei Zürich | Stadt Zürich, Immobilienbewirtschaftung und Schul- und Sportdepartement, vertreten durch Amt für Hochbauten |            |

### 2007
Jury: Peter Berger, Stefan Camenzind, Evelyn C. Frisch, Christoph Gemperle, Beat Jordi, Tivadar Puskas
|             | Ort                | Titel                              | Architekt                                                          | Ingenieur                                      | Stahlbau                                              | Bauherr                                                             | Fotografie |
| ----------- | ------------------ | ---------------------------------- | ------------------------------------------------------------------ | ---------------------------------------------- | ----------------------------------------------------- | ------------------------------------------------------------------- | ---------- |
| Preisträger | Zürich             | Letzigrund                         | Bétrix & Consolascio mit Eric Maier, Erlenbach Frei & Ehrensperger | Walt + Galmarini, Zürich                       | ARGE Baltensperger AG, Höri und H. Wetter AG, Stetten | Stadt Zürich, Amt für Hochbauten                                    |            |
| Preisträger | Baden/Ennetbaden   | Limmatsteg                         | Leuppi & Schafroth Architekten                                     | Henauer Gugler, Zürich                         | Zwahlen & Mayr SA, Aigle                              | Stadt Baden, Planung und Bau und Gemeinde Ennetbaden, Bauverwaltung |            |
| Preisträger | Baden              | Busterminal Twerenbold             | Kaschka Knapkiewicz + Alexander Fickert                            | Dr. Lüchinger & Meyer Bauingenieure, Zürich    | H. Wetter AG, Stetten                                 | Twerenbold Service AG, Baden                                        |            |
| Preisträger | Coldrerio          | Hugo Boss Competence Center        | Matteo Thun                                                        | Merz Kaufmann Partner, Altenrhein              | Biedenkapp Stahlbau GmbH, Wangen im Allgäu            | Hugo Boss Industries Switzerland, Coldrerio                         |            |
| Anerkennung | Flims              | Aussichtsplattform Conn            | Corinna Menn                                                       | Bänziger Partner, Chur                         | Toscano Stahlbau AG, Sils i. D.                       | Gemeinde Flims                                                      |            |
| Anerkennung | Dietikon           | Markthalle Kirchplatz              | Ueli Zbinden                                                       | Funk + Partner, Urdorf                         | Biedenkapp Stahlbau GmbH, Wangen im Allgäu            | Stadt Dietikon, Tiefbauabteilung                                    |            |
| Anerkennung | Affoltern am Albis | Vordach Gemeindeverwaltungszentrum | Müller Sigrist Architekten AG, Zürich                              | Dr. Lüchinger + Meyer Bauingenieure AG, Zürich | Josef Meyer Stahl & Metall AG, Emmen                  | Gemeinde Affoltern am Albis                                         |            |
| Anerkennung | Meilen             | Bushof                             | ARGE Margreth Blumer und Oliver Schwarz, Zürich                    | APT Ingenieure AG, Zürich                      | Mauchle Metallbau AG, Sursee                          | Gemeinde Meilen                                                     |            |

### 2005
Jury: Peter Berger, Stefan Camenzind, Evelyn C. Frisch, Christoph Gemperle, Beat Jordi, Daniel Meyer
|             | Ort              | Titel                    | Architekt                                               | Ingenieur                                                       | Stahlbau                                                                        | Bauherr                                        | Fotografie |
| ----------- | ---------------- | ------------------------ | ------------------------------------------------------- | --------------------------------------------------------------- | ------------------------------------------------------------------------------- | ---------------------------------------------- | ---------- |
| Preisträger | Zürich Flughafen | Airside Center           | Nicholas Grimshaw + Partners Ltd. mit Itten + Brechbühl | Ove Arup & Partners Ltd., London Ernst Basler + Partner, Zürich | Tuchschmid AG, Frauenfeld                                                       | Unique (Flughafen Zürich AG), Zürich           |            |
| Preisträger | Bern             | Zentrum Paul Klee        | Renzo Piano Building Workshop mit ARB Arbeitsgruppe     | Ove Arup & Partners Ltd, London B+S Ingenieur AG, Bern          | Zwahlen & Mayr SA, Aigle                                                        | Maurice E. and Martha Müller Foundation        |            |
| Preisträger | Zürich Flughafen | Bushofdach               | Peter Stutz und Markus Bolt                             | H. Wetter AG, Stetten                                           | H. Wetter AG, Stetten                                                           | Unique (Flughafen Zürich AG), Zürich           |            |
| Preisträger | Malaysia         | Aussichtsbrücke Langkawi | Dr. Peter André Wyss, Orselina & Penang                 | Höltschi & Schurter, Dipl. Ing. ETH/SIA Ag, Zürich              | BBR, Kuala Lumpur, Malaysia mit Khean Seng Engineering, Simpang Ampat, Malaysia | Langkawi Development Authority, Kuah, Malaysia |            |

## European Steel Design Award
Der European Steel Design Award wird alle 2 Jahre von der European Convention for Constructional Steelwork (ECCS) verliehen.
| Jahr | Ort          | Titel                      | Architekt                                                          | Ingenieur                                              | Stahlbau                                              | Bauherr | Fotografie |
| ---- | ------------ | -------------------------- | ------------------------------------------------------------------ | ------------------------------------------------------ | ----------------------------------------------------- | --- | ---------- |
| 2014 | Eastern Cape | Hängebrücke bridgingMZAMBA | Fachhochschule Kärnten, Florian Anzenberger, Thomas Harlander      | buildCollective, NPO for Architecture & Development    |                                                       | bridgingMZAMBA, Community Steering Committee                                                                |            |
| 2011 | Zürich       | Schulanlage Leutschenbach  | Christian Kerez                                                    | Joseph Schwartz mit dsp Ingenieure & Planer            | Zwahlen & Mayr SA, Glattbrugg                         | Stadt Zürich, Immobilienbewirtschaftung und Schul- und Sportdepartement, vertreten durch Amt für Hochbauten |            |
| 2009 | Zürich       | Letzigrund                 | Bétrix & Consolascio mit Eric Maier, Erlenbach Frei & Ehrensperger | Walt + Galmarini, Zürich                               | ARGE Baltensperger AG, Höri und H. Wetter AG, Stetten | Stadt Zürich, Amt für Hochbauten                                                                            |            |
| 2007 | Bern         | Zentrum Paul Klee          | Renzo Piano Building Workshop mit ARB Arbeitsgruppe                | Ove Arup & Partners Ltd, London B+S Ingenieur AG, Bern | Zwahlen & Mayr SA, Aigle                              | Maurice E. and Martha Müller Foundation                                                                     |            |
| 2005 | Locarno      | La Ferriera                | Livio Vacchini                                                     | Andreotti + Partners SA, Locarno                       | Mauchle Metallbau AG, Sursee                          | |            |